# Sounds of Subterrania
Sounds of Subterrania är ett tyskt oberoende skivbolag med bas i Kassel. Det grundades 1998 av Ralf Gürtler.

## Band och artister i urval
- The Carnation
- Meine Kleine Deutsche
- Sons of Cyrus
- Two-star Hotel
- Rachael Gordon
- King Khan
- The Sewergrooves